# Pływanie artystyczne na Mistrzostwach Świata w Pływaniu 2019 – kombinacja dowolnie
Kombinacja dowolnie – jedna z konkurencji rozgrywanych w ramach pływania artystycznego, podczas mistrzostw świata w pływaniu w 2019. Eliminacje odbyły się 18 lipca, a finał został rozegrany 20 lipca.
Do eliminacji zgłoszonych zostało 15 reprezentacji, z których każda mogła wystawić do rywalizacji dziesięć zawodniczek. Dwanaście zespołów z najlepszą notą awansowało do finałowej rywalizacji.
Zawody w tej konkurencji wygrały reprezentantki Rosji Anastasija Archipowska, Włada Czigiriowa, Majia Doroszko, Marina Goladkina, Michaeła Kałancza, Wieronika Kalinina, Swietłana Kolesniczenko, Polina Komar, Swietłana Romaszyna, Ałła Szyszkina, Marija Szuroczkina i Warwara Subbotina. Drugą pozycję zajęły zawodniczki z Chin Chang Hao, Cheng Wentao, Dai Shiyi, Feng Yu, Guo Li, Huang Xuechen, Liang Xinping, Sun Wenyan, Tang Mengni, Wang Qianyi, Xiao Yanning i Yin Chengxin. Trzecią pozycję zaś wywalczyły pływaczki artystyczne reprezentujące Ukrainę Maryna Ałeksijiwa, Władysława Ałeksijiwa, Wałerija Aprelewa, Marta Fedina, Weronika Hryszko, Darja Kornejewa, Ołeksandra Kowałenko, Jana Nariżna, Kateryna Reznik, Anastasija Sawczuk, Alina Szynkarenko i Jełyzaweta Jachno.

## Wyniki
| Miejsce | Państwo           | Eliminacje | Eliminacje | Finał   | Finał   |
| Miejsce | Państwo           | Wynik      | Miejsce    | Wynik   | Miejsce |
| ------- | ----------------- | ---------- | ---------- | ------- | ------- |
| 01 !    | Rosja             | 96,5667    | 1.         | 98,0000 | 1.      |
| 02 !    | Chiny             | 96,0000    | 2.         | 96,5667 | 2.      |
| 03 !    | Ukraina           | 94,3333    | 3.         | 94,5333 | 3.      |
| 4.      | Japonia           | 93,0000    | 4.         | 93,2333 | 4.      |
| 5.      | Włochy            | 90,9000    | 5.         | 91,4667 | 5.      |
| 6.      | Grecja            | 88,1333    | 6.         | 87,6000 | 6.      |
| 7.      | Izrael            | 83,6333    | 7.         | 83,7667 | 7.      |
| 8.      | Brazylia          | 81,6667    | 9.         | 83,6333 | 8.      |
| 9.      | Białoruś          | 82,8333    | 8.         | 82,9667 | 9.      |
| 10.     | Kazachstan        | 81,6667    | 9.         | 82,0000 | 10.     |
| 11.     | Korea Południowa  | 77,7000    | 11.        | 78,8000 | 11.     |
| 12.     | Węgry             | 77,4000    | 12.        | 77,9333 | 12.     |
| 13.     | Słowacja          | 76,7000    | 13.        | NQ      | NQ      |
| 14.     | Południowa Afryka | 66,7000    | 14.        | NQ      | NQ      |
| 15.     | Tajlandia         | 66,1333    | 15.        | NQ      | NQ      |